# 晋兴郡 (西晋)
晋兴郡，中国西晋时设置的郡。

## 建置沿革
晉懷帝永嘉二年（308年），分西平等郡置晋兴郡，領晉興、枹罕、永固、臨津、臨鄣、廣昌、大夏、遂興、罕唐、左南十縣，治所為晉興（今青海省民和回族土族自治县西北），屬涼州。
前涼建興二十九年（341年），分大夏等縣置大夏郡。建興三十三年（345年），分枹罕、永固、臨津等縣置興晉郡，左南縣改屬金城郡。前涼滅亡後，晉興郡相繼為前秦（376年—386年）、後涼（386年—398年）、南涼（398年—414年）、西秦（414年—415年）、北涼（415年—439年）所有。南凉太初二年（398年），晉興郡移治浩亹（今甘肅省永登县西南）。
北涼承和七年（439年），晉興郡降於北魏，郡廢。

## 長官

### 晉興相（—376年）
- 常據，前涼張天錫升平十年（366年）前後在任。[1]
- 彭知正，前涼張天錫升平二十年（376年）降於前秦。[1]

### 晉興太守（376年—439年）
- 陰暢，南涼禿髮利鹿孤建和元年（400年）前後在任。[2]
- 令狐遷，西涼李暠庚子元年（400年）除。[3]
- 王基，西秦乞伏炽磐永康三年（414年）出任。[4]